# St. Valentin (Engenthal)

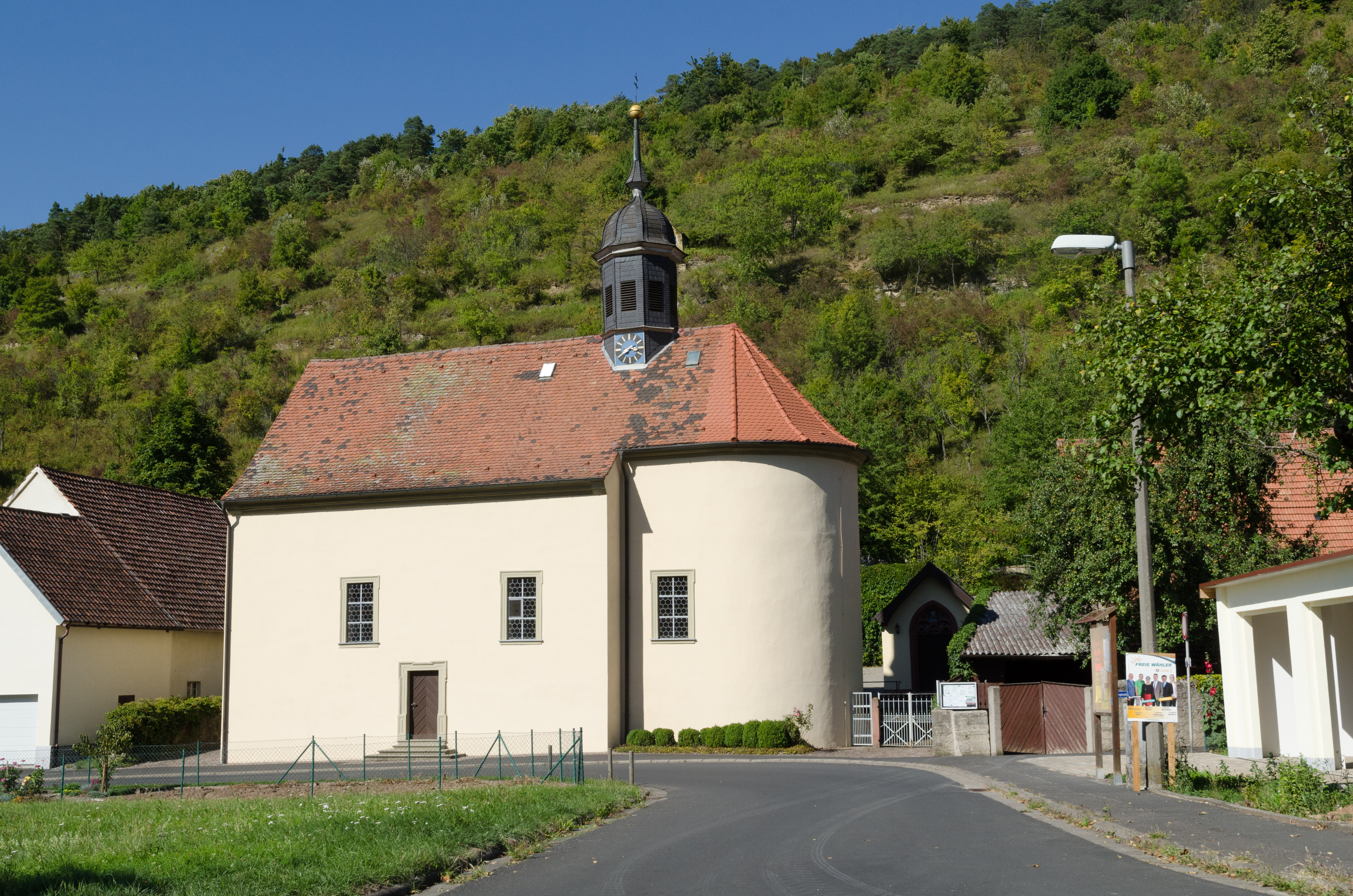
St.-Valentin-Kirche von Engenthal, 2013

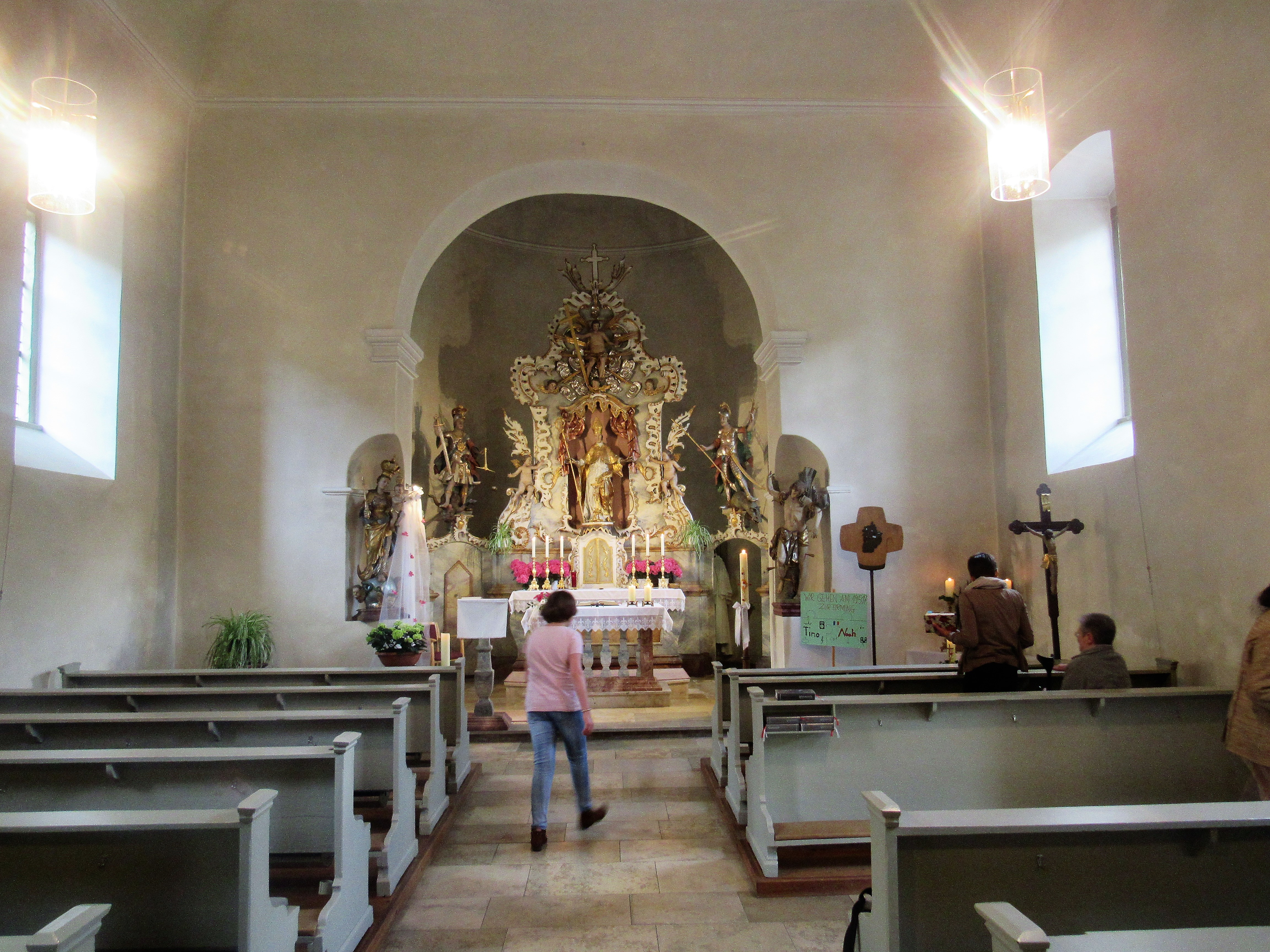
Inneres der St.-Valentin-Kirche

Die römisch-katholische Kirche St. Valentin steht in Engenthal, einem Gemeindeteil des in Unterfranken gelegenen Marktes Elfershausen und ist dem hl. Valentin von Terni geweiht.
Die Kirche gehört zu den Baudenkmälern von Elfershausen und ist unter der Nummer D-6-72-121-40 in der Bayerischen Denkmalliste registriert.

## Geschichte
Engenthal war  in früherer Zeit eine Filiale der Pfarrei Euerdorf, später der Pfarrei Elfershausen. Die St.-Valentin-Kirche entstand in den Jahren 1722 bis 1727 unter dem Kissinger Michel Ströhlein.

## Beschreibung
Das Langhaus besitzt zwei Fensterachsen. Der östliche Chor ist halbrund geschlossen. Die Fenster von Langhaus und Chor sind Segmentbögen. Über dem Dach des Chores erhebt sich der Dachreiter.

## Ausstattung
Der im Rokokostil gehaltene Hochaltar aus dem Jahr 1740 zeigt in der Mitte eine Figur des hl. Valentin von Terni und an den Seiten den hl. Georg und den hl. Michael. Die Seitenaltäre  mit Figuren der Muttergottes und des hl. Sebastian entstanden gegen Ende des 17. Jahrhunderts.
Laut den Inschriften auf den Glocken entstanden diese 1521 (Marienglocke; wahrscheinlich aus einem früheren Kirchenbau) sowie 1723 (Valentinsglocke). Die Schlagtöne sind Vermutungen anhand von Tabellen.
| Nr. | Name            | Schlagton | Durchm. | Höhe  | Inschrift                    |
| --- | --------------- | --------- | ------- | ----- | ---------------------------- |
| 1   | Marienglocke    | cis″      | 70 cm   | 73 cm | Ave Maria gratia plena.      |
| 2   | Valentinsglocke | fis″      | 53 cm   | 53 cm | S. Valentinus ora pro nobis. |